# Chiang Rai (stad)
Chiang Rai (Thais: เชียงราย) (ligging: 19°56'N 99°51'O) een Thaise stad in de regio Noord-Thailand. Chiang Rai is hoofdstad van de provincie Chiang Rai en het district Chiang Rai. De stad heeft ongeveer 70.610 inwoners (2014). De rivier de Kok stroomt door Chiang Rai. Op 32 km van de Chiang Rai ligt de Gouden Driehoek, het drielandenpunt met Myanmar en Laos.
De Internationale Luchthaven Chiang Rai ligt bij de stad.
De stad is sinds 2018 de zetel van het rooms-katholieke bisdom Chiang Rai.

## Geschiedenis
De stad werd in 1262 gesticht door de eerste koning van het Lannarijk, koning Mengrai. De status van hoofdstad verloor het echter al snel aan de stad Chiang Mai, die in 1296 door Mengrai gebouwd werd. Pas in 1786 werd de stad onder koning Rama I voorgoed bij het toenmalige Siam (Thailand) gevoegd.
In 1432 werd de Smaragdgroene Boeddha, Thailands meest geëerde Boeddhabeeld, bij een aardbeving in Chiang Rai ontdekt.

## Transport
Chiang Rai heeft een Internationale Luchthaven Chiang Rai en vanuit het naast gelegen Chiang Mai gaan er busverbindingen. Er wordt al lange tijd gesproken om de spoorlijn bij Den Chai in de provincie Phrae af te takken naar Chiang Rai

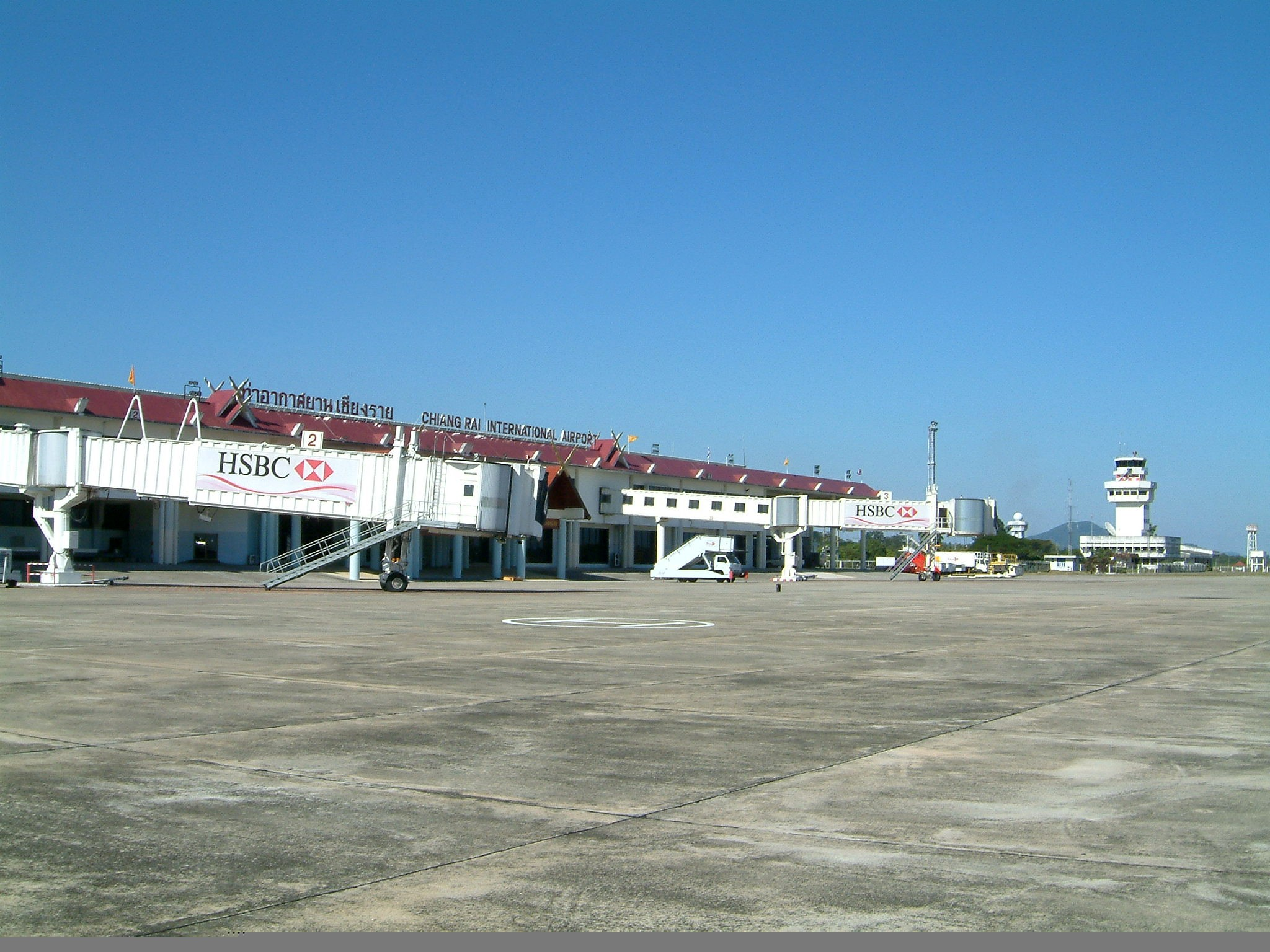
De internationale luchthaven van Chiang Rai
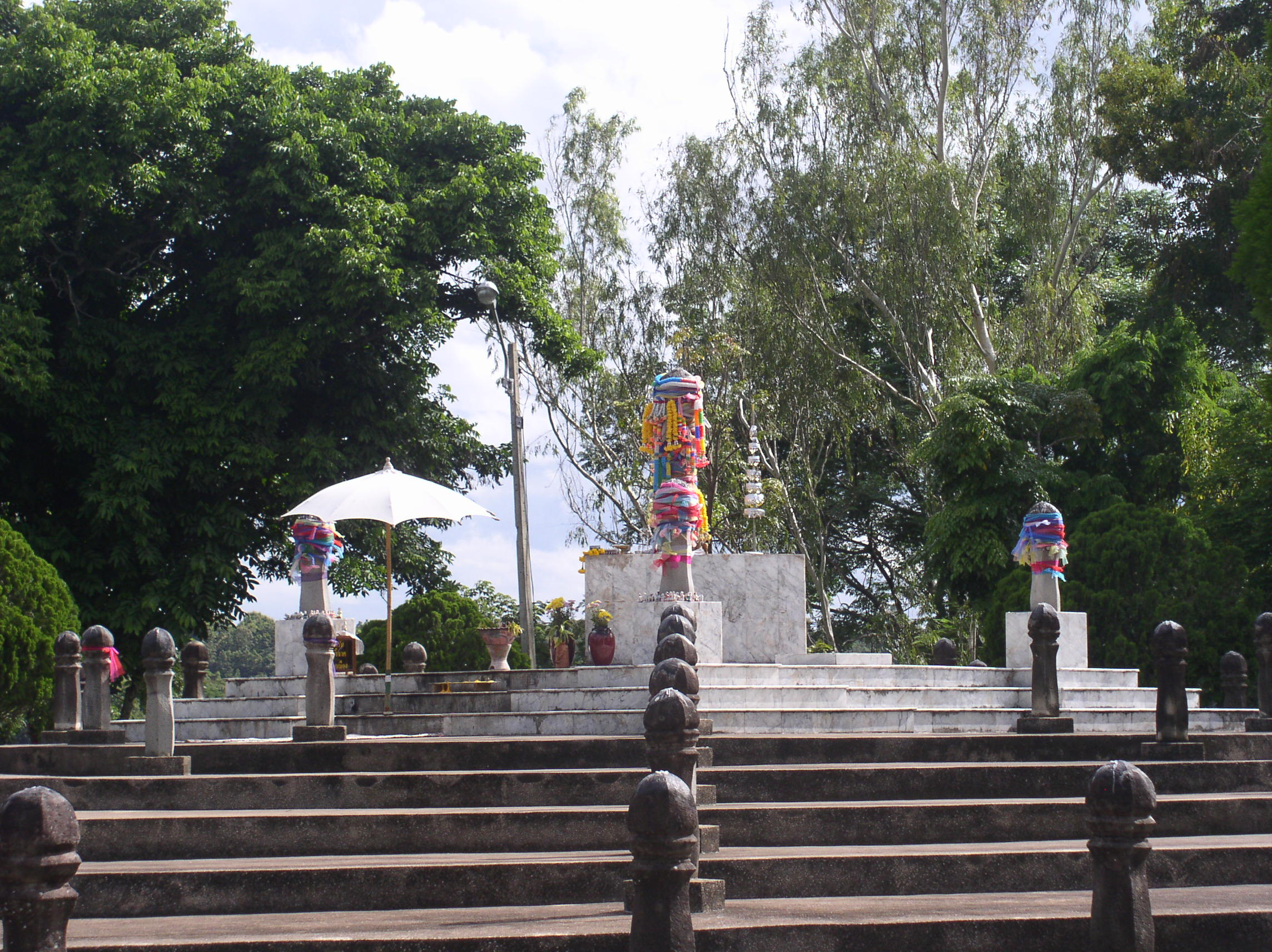
Sadue Mueang, de stadszuil van Chiang Rai

## Geboren
- Kamoltip Kulna (1976), beachvolleyballer